# Метод потенциалов (амортизационный анализ)
Метод потенциалов — один из методов амортизационного анализа, позволяющий «сгладить» влияние дорогих, но редких операций на суммарную вычислительную сложность алгоритма.

## Определения
В методе потенциалов вводится функция {\displaystyle \Phi }, связывающая состояние структуры данных с некоторым неотрицательным числом. Смысл данной функции заключается в том, что если {\displaystyle S} — текущее состояние структуры, то {\displaystyle \Phi (S)} — это величина, характеризующая объём работы «дорогих» операций, который уже был «оплачен» более дешёвыми операциями, но не был произведён. Таким образом, {\displaystyle \Phi (S)} может рассматриваться как аналог потенциальной энергии, ассоциированной с данным состоянием. Изначально значение потенциальное функции обычно полагается равным нулю.
Пусть {\displaystyle o} — некоторая отдельная операция из серии, {\displaystyle S_{before}} — состояние структуры до этой операции, а {\displaystyle S_{after}} — после неё. Тогда амортизированная сложность операции {\displaystyle o} равна
{\displaystyle T_{\mathrm {amortized} }(o)=T_{\mathrm {actual} }(o)+\Phi (S_{\mathrm {after} })-\Phi (S_{\mathrm {before} }).}

## Соотношения между амортизированной и реальной стоимостью
Суммарная амортизированная стоимость последовательности операций является валидной оценкой сверху для реальной стоимости этой последовательности операций.
Для последовательности операций {\displaystyle O=o_{1},o_{2},\dots ,o_{n}}, можно определить:
- Суммарное амортизированное время: {\displaystyle T_{\mathrm {amortized} }(O)=\sum _{i=0}^{n}T_{\mathrm {amortized} }(o_{i}),}
- Суммарное реальное время: {\displaystyle T_{\mathrm {actual} }(O)=\sum _{i=0}^{n}T_{\mathrm {actual} }(o_{i}).}

В таких обозначениях:
{\displaystyle T_{\mathrm {amortized} }(O)=\sum _{i=1}^{n}\left(T_{\mathrm {actual} }(o_{i})+\Phi (S_{i})-\Phi (S_{i-1})\right)=T_{\mathrm {actual} }(O)+\Phi (S_{n})-\Phi (S_{0}),}
Таким образом, последовательность значений потенциальной функции образует телескопическую сумму, в которой последовательные начальные и конечные значения потенциальной функции сокращаются друг с другом.
Из того, что {\displaystyle \Phi (S_{0})=0} и {\displaystyle \Phi (S_{n})\geq 0} следует неравенство {\displaystyle T_{\mathrm {actual} }(O)\leq T_{\mathrm {amortized} }(O)}, как и было сказано ранее.

## Примеры

### Стек с массовыми удалениями
Можно рассмотреть вариант стека, поддерживающий следующие операции:
- initialize — создать пустой стек.
- push — добавить единственный элемент на верхушку стека, увеличив его размер на {\displaystyle 1}.
- pop(k) — убрать {\displaystyle k} элементов с верхушки стека, где {\displaystyle k} не превосходит текущий размер стека.

Одна операция pop(k) требует {\displaystyle O(k)} времени, совокупное же время работы может быть проанализировано с помощью следующей потенциальной функции {\displaystyle \Phi (S)}, равной числу элементов в стеке {\displaystyle S}. Данная величина всегда неотрицательна, при этом операция push работает за константу и увеличивает {\displaystyle \Phi } на единицу, а операция pop работает за {\displaystyle O(k)}, но также уменьшает потенциальную функцию на {\displaystyle k}, поэтому её амортизированное время также константно. Из этого следует, что суммарное время исполнения любой последовательности из {\displaystyle m} операций равно {\displaystyle O(m)} в худшем случае.

### Двоичный счётчик
Другим примером является счётчик, реализованный в виде двоичного числа, поддерживающего такие операции:
- initialize -- создать счётчик со значением {\displaystyle 0}.
- inc — увеличить значение счётчика на {\displaystyle 1}.

Чтобы показать, что амортизированная стоимость inc равна {\displaystyle O(1)}, следует рассмотреть потенциальную функцию, равную числу бит счётчика, равных {\displaystyle 1} (вес Хемминга счётчика). Как и требуется, такая функция всегда неотрицательна и изначально равна {\displaystyle 0}. Операция inc сперва инвертирует младший значимый бит счётчика, а затем, если он был равен {\displaystyle 1}, повторяет то же самое со следующим битом, пока не наткнётся на {\displaystyle 0}. Если до этого в конце битовой записи счётчика было {\displaystyle k} единичных битов, потребуется инвертировать {\displaystyle k+1} бит, затрачивая {\displaystyle k+1} единиц реального времени и уменьшая потенциал на {\displaystyle k-1}. Таким образом, амортизированная стоимость операции inc равна {\displaystyle 2} и, как следствие, время исполнения {\displaystyle m} операций inc равно {\displaystyle O(m)}.

## Применения
Метод потенциалов обычно используется для анализа фибоначчиевых куч, в которых извлечение элемента требует амортизированно логарифмического времени, а все остальные операции занимают амортизированно константное время. Также с его помощью можно показать, что splay-дерево обладает логарифмической амортизированной стоимостью операций.